# Orions bälte (film)
Orions belte är en norsk dramathriller från 1985, regisserad av Ola Solum.
Filmen är baserad på romanen Orions belte från 1977 av Jon Michelet. Filmen är en klassisk thriller som utspelar sig på Svalbard under Kalla kriget. Den räknas som en av de mest lyckade norska filmerna från 1980-talet. I motsats till många andra norska filmer från den här tiden är den en genrefilm med ambitioner mot en internationell publik. Det gjordes även en engelskspråkig version av filmen, Orion's Belt. Orions belte vann Amandaprisen 1985 i kategorin bästa norska film. Geir Bøhren och Bent Åserud som komponerade musiken fick Amandaprisen för bästa filmmusik, och de mottog även Filmkritikerprisen samma år.

## Handling
Filmen handlar om besättningen på fraktskeppet "Sandy Hook", som arbetar med transporter till och från Longyearbyen, och dras in i försäkringsbedrägeri. På en ö på östsidan av Spetsbergen, i den demilitariserade zonen, upptäcker de en sovjetisk avlyssningsstation.
Artiken är, helt eller delvis, en översättning från Bokmålsnorska Wikipedia